# سپرده مستقیم
سپردۀ مستقیم (به انگلیسی: Direct deposit) یا اعتبار مستقیم در بانکداری به انتقال مستقیم پول از طرف پرداخت‌کننده به حساب بانکی دریافت‌کننده گفته می‌شود. این روش معمولاً توسط شرکت‌ها برای پرداخت حقوق و دستمزد یا تسویه‌حساب با تأمین‌کنندگان استفاده می‌شود. البته می‌توان از سپرده‌ی مستقیم برای پرداخت انواع هزینه‌ها مانند قبوض، مالیات و هزینه‌های دولتی هم بهره برد.
در سپرده مستقیم از طریق انتقال الکترونیکی هزینه‌ها، معمولاً پرداخت‌کننده اطلاعاتی مانند شماره حساب، شماره فاکتور یا نام خود را وارد می‌کند تا دریافت‌کننده بتواند پرداخت را راحت‌تر شناسایی کند و حساب مربوط را پیدا کند.

## جایگزین‌ها
اگر دریافت‌کننده، حساب بانکی نداشته باشد و پرداخت‌کننده مجبور باشد از روش انتقال الکترونیکی وجه استفاده کند، باید راهکار دیگری انتخاب شود. به‌عنوان مثال، قانونی در ایالات متحده در سال ۱۹۹۶ تصویب شد که دولت فدرال را ملزم کرد تا سال ۱۹۹۹ پرداخت‌های الکترونیکی مانند سپرده مستقیم را فراهم کند. در اجرای این قانون، وزارت خزانه‌داری ایالات متحده در سال ۲۰۰۸ با همکاری بانک کومریکا و مسترکارت، کارت پیش‌پرداختی با نام کارت پرداخت سریع مستقیم (Direct Express Debit MasterCard) معرفی کرد. این کارت برای کسانی که حساب بانکی ندارند طراحی شده است و امکان دریافت مزایای دولتی را فراهم می‌کند.